# Calle de Buenos Aires (Barcelona)
La calle de Buenos Aires es una calle del Ensanche de Barcelona (España). Recibe su nombre por Buenos Aires, ciudad que es capital de Argentina. Su nombre actual fue aprobado el 1 de enero de 1900 y forma parte del conjunto de calles con nombre de capitales de estado. Limita al norte con la avenida Diagonal y la plaza Francesc Macià y al sur con la calle de Londres. Une la avenida Diagonal con la avenida de Sarriá.